# Adam (film 1992)
Adam è un film del 1992 scritto e diretto da Peter Lord. È un cortometraggio in claymation prodotto dalla Aardman Animations e uscito nel Regno Unito il 9 aprile 1992. Liberamente ispirato all'inizio della Genesi, è una parodia della creazione della vita. Fu candidato per l'Oscar al miglior cortometraggio d'animazione ai premi Oscar 1993.

## Trama
Adam è un uomo che è stato creato dalla mano di Dio ed è stato messo su un minuscolo pianeta solitario. Resosi conto delle dimensioni del suo pianeta e della sua solitudine, Adam inizia a piangere, e questo convince Dio a usare un pezzo del pianeta per creare qualcuno che gli faccia compagnia. Adam, aspettandosi che si tratti di Eva, si prepara come se avesse un appuntamento galante, ma scopre che il suo nuovo amico è un pinguino.

## Distribuzione

### Data di uscita
Le date di uscita internazionali sono state:
- 9 aprile 1992 nel Regno Unito
- 10 giugno 1994 negli Stati Uniti
- 13 luglio in Giappone (アダム)
- 5 settembre in Francia
- 16 marzo 1995 in Australia
- 8 giugno in Italia
- 23 giugno in Brasile
- 17 agosto in Spagna
- 5 luglio 1996 in Portogallo

## Riconoscimenti
- 1992 – British Academy Film Awards[2]
  - Candidatura al miglior cortometraggio d'animazione a Christopher Moll e Peter Lord
- 1992 – Chicago International Film Festival
  - Placca d'argento per il miglior cortometraggio a Peter Lord
- 1993 – Festival internazionale del film d'animazione di Annecy[3]
  - Premio del pubblico
  - Distinzione speciale per l'umorismo
- 1993 – Premio Oscar[4][5]
  - Candidatura al miglior cortometraggio d'animazione a Christopher Moll e Peter Lord